# Zwart gat (computernetwerk)
In de informatica verwijst het begrip zwart gat (Engels: black hole) naar een node in een computernetwerk waar al het inkomende, uitgaande en doorgaande dataverkeer verdwijnt. Als al het dataverkeer door het pakketfilter van een host wordt "gedropt", dan verdwijnen de gegevens geruisloos in het niets, zonder dat de afzender via een foutmelding geïnformeerd wordt over het verdwijnen van de verzonden gegevens.
Tijdens een onderzoek naar de netwerktopologie van een computernetwerk, met behulp van geavanceerde netwerkscanners, blijven zwarte gaten en hun netwerkverbindingen onzichtbaar. Zwarte gaten kunnen alleen worden opgespoord door hun locatie en de datastromen in het netwerk in de gaten te houden.

## Dode IP-adressen
De meest voorkomende dode IP-adressen zijn IP-adressen van gecrashte hosts en zombiecomputers en IP-adressen in privénetwerken waaraan geen host is toegewezen. Bedenk dat zwarte gaten en dode adressen niet opgespoord kunnen worden met behulp van een verbindingsloos protocol, zoals UDP. Met een verbindingsgeoriënteerd protocol, zoals TCP, en met ICMP kunnen dode adressen wel opgespoord worden.
Een client kan geen stabiele verbinding met een dode host maken omdat de TCP-handshake mislukt. Na het versturen van een SYN-pakketje kan een dode host geen SYN-ACK-pakketje terugsturen ter bevestiging van de ontvangst van het SYN-pakketje. Hoewel een client via ICMP foutmeldingen van een server kan krijgen over fouten die opgetreden zijn, bereiken deze foutmeldingen de afzender evenmin omdat een gecrashte server ook geen ICMP-pakketjes terug kan sturen.

## Firewalls enstealth-poorten
Sommige firewalls en routers voor huishoudelijk gebruik kunnen zo geconfigureerd worden dat pakketjes "gedropt" worden die voor "verboden" hosts of "verboden" poorten bedoeld zouden zijn. Door de "stealth mode" te activeren kunnen kleine of grote "zwarte gaten" in een netwerk ontstaan. Persoonlijke firewalls die ingesteld kunnen worden om ping (ICMP echo requests) te negeren kunnen volgens hun leveranciers in de "stealth mode" gezet worden.
Desondanks zijn de IP-adressen van firewalls in "stealth mode" vrij gemakkelijk te onderscheiden van ongeldige of anderszins onbereikbare IP-adressen. Als een host niet reageert dan zal een router in het algemeen antwoorden met een ICMP "host onbereikbaar" foutmelding. De network address translation die in routers voor huisnetwerken wordt toegepast, is effectiever om de interne netwerktopologie vanaf het internet onzichtbaar te maken, dan het inschakelen van de "stealth mode".

## Zwartegatfiltering
Zwartgatfiltering verwijst specifiek naar het wegfilteren van TCP-pakketten uit gegevensstromen door de efficiënte selectie van pakketjes op routing-niveau. Meestal wordt de routing met behulp van een routing protocol in een keer op meerdere routers uitgevoerd. Op die manier kan sneller gereageerd worden op een DDoS-aanval.

## DNS Blackhole List (DNS-blokkeerlijst)
Een DNS-gebaseerde Blackhole List (DNSBL) of Real-time Blackhole List (RBL) is een lijst van IP-adressen die via het internet-Domain Name System (DNS) wordt gepubliceerd, hetzij als een zone bestand dat door de DNS-server gebruikt kan worden, of als een live DNS zone die in real-time opgevraagd kan worden. DNSBLs worden meestal gebruikt om de adressen van computers of netwerken, die aan spam gekoppeld worden, te publiceren; meestal kan een mailserver worden geconfigureerd om berichten weg te filteren die van locaties komen die op één of meer van dergelijke lijsten vermeld staan. De term Blackhole List wordt soms verwisseld met termen als "black list", "block list", "zwarte lijst" en "blokkeerlijst".
Een DNSBL is een flexibele procedure, in plaats van een specifieke lijst of een duidelijk protocol, waarmee spam weggefilterd kan worden. Er bestaan tientallen DNSBLs, die een breed scala van criteria gebruiken voor het selecteren en verwijderen van e-mailadressen op zwarte lijsten. DNSBLs kunnen onder meer opsommingen van de (e-mail- en IP-)adressen van zombie computers of andere machines bevatten die gebruikt worden om spam te versturen. Daarin kunnen de adressen van ISP's staan die vrijwillig onderdak bieden aan spammers of een lijst met verdachte adressen die voor opsporingsdoeleinden of voor een honeypot gebruikt kunnen worden.
Sinds de oprichting van de eerste DNSBL in 1997, hebben deze lijsten en hun gebruik tot de nodige controversen en conflicten en tot vele rechtszaken geleid.

## Zwarte gaten van PMTUD
Sommige firewalls gooien ten onrechte alle ICMP-pakketten weg, met inbegrip van de pakketten die nodig zijn om de Path MTU Discovery (PMTUD) goed te laten werken, waardoor fragmentatie kan optreden. Hierdoor kunnen TCP verbindingen met hosts, of via netwerkverbindingen met een lagere MTU, door datacongestie blijven hangen.

## Zwartgat-e-mailadressen
Een zwartgat-e-mailadres is een geldig e-mailadres, zodat ontvangen berichten geen foutmeldingen genereren, maar waaraan alle berichten automatisch door de server van de ontvanger worden verwijderd. De ontvangen e-mail zal dus nooit door mensen worden opgeslagen of gezien. Deze adressen worden vaak gebruikt als noreply-adres voor geautomatiseerde e-mails.